# 前田新太郎
前田 新太郎（まえだ しんたろう、1914年4月25日 - 没年不明）は、日本の経済学者。財政学専攻。北海道大学経済学部長、千葉大学人文学部教授、福島大学経済学部教授などを務めた。

## 経歴・人物
愛知県出身。名古屋市立名古屋商業学校（現名古屋市立名古屋商業高等学校）を経て、1936年名古屋高等商業学校（現名古屋大学経済学部）卒業。1939年東京商科大学（現一橋大学）卒業。中山伊知郎門下。
横浜市立横浜商業専門学校（現横浜市立大学）助教授を経て、1943年同教授。1951年文部教官任官、北海道大学法経学部経済学科助教授（財政学）。
1962年北海道大学経済学博士。北海道大学経済学部教授を経て、1963年から北海道大学経済学部長を併任し、学部創立十周年記念事業の構想を発表し、クラーク会館で記念祝賀会を行った。1967年再度北海道大学経済学部長を併任。
1971年千葉大学人文学部教授（財政学）。1976年福島大学経済学部教授。1979年に退官後、千葉商科大学教授（財政学）。1987年勲二等瑞宝章受章。

## 著作

### 著書
- 小原敬士編 『代雇傭理論の展望』東洋経済新報社 1949年

### 訳書
- アーサー・セシル・ピグー著『実践経済学』金星堂 1953年
- アーサー・セシル・ピグー著『ピグー貨幣論 : 貨幣はベイルなりや』実業之日本社 1954年
- バジル・ジョン・ムーア著『現代金融論入門 : 不確実性下の金融行動理論 上巻,下巻』（漆崎健治と共訳）第三出版 1971年